# LCC (compilateur)
Pour les articles homonymes, voir LCC.
LCC, acronyme de Local C Compiler ou Little C Compiler, est un compilateur C développé par Chris Fraser et David Hanson. Il peut être embarqué dans un autre programme.

## LCC comme compilateur embarqué
Le jeu Quake 3 utilise LCC pour les modules du jeu, internes ou développés par des tiers en bytecode ensuite exécuté dans une machine virtuelle,.
De même, Mathworks MATLAB  l'utilise comme compilateur par défaut.